# Kościół Matki Bożej Różańcowej w Grabowie
Kościół Matki Bożej Różańcowej w Grabowie – rzymskokatolicki kościół parafialny należący do Parafii Matki Bożej Różańcowej w Grabowie oraz do dekanatu Gołdap diecezji ełckiej.

## Historia
Kościół w Grabowie zbudowano pod koniec XVI w., w 1695 r. dobudowano wieżę. Świątynię gruntownie odnowiono i wzniesiono ołtarz główny w 1732 r. Parafia ewangelicka powstała ok. 1580 r. Po II wojnie światowej kościół służy ludności katolickiej. 

## Wnętrze i wyposażenie
Kościół posiada wnętrze o układzie jednonawowym. Sklepienie stanowi płaski sufit z drewnianymi elementami upiększeń. Wewnątrz świątyni centralne miejsce zajmuje prezbiterium. Prezbiterium wydzielone jest wysoką drewnianą balustradą, dekorowaną płycinami, ze złotą dekoracją roślinną w formie czteroliścia umieszczonego w centrum. Ołtarz główny Matki Bożej Różańcowej – architektoniczny, drewniany, dwukondygnacyjny. W pierwszej kondygnacji znajduje się drewniane dobrze zabezpieczone tabernakulum. W drugiej kondygnacji we wnęce umieszczona figura Matki Bożej Niepokalanie Poczętej (zasłaniana obrazem Matki Bożej z dzieciątkiem Jezus). Ołtarz zamknięty prosto, zwieńczony krzyżem. W tym samym stylu co ołtarz główny wykonane są ambonka i kredencja.
Cennym elementem należącym do wyposażenia wnętrza kościoła jest kamienna płyta nagrobna z początku XVII w. Obecnie leży ona przed wejściem do świątyni. Na wieży znajduje się XIX-wieczny zegar oraz dzwon z pierwszej ćwierci XVIII w. Dzwony odlano w 1724 i 1926 r. Wnętrze kościoła przebudowane zostało w latach 50. XX wieku. Parafię kanonicznie erygowano 14 sierpnia 1952 r.